# Biologische Gefahren

Warnschild biologische Gefahr

Als biologische Gefahren werden im Rahmen des Bevölkerungsschutzes und der Gefahrenabwehr Situationen oder Sachlagen bezeichnet, in denen aufgrund der vorsätzlichen oder fahrlässigen Freisetzung beziehungsweise der natürlichen Verbreitung von biologischen Agenzien das Risiko von erheblichen negativen Auswirkungen für Menschen oder für die Umwelt besteht. Als biologische Agenzien gelten dabei Toxine sowie pathogene Mikroorganismen wie Bakterien, Viren und Pilze. Für biologische Gefahren typische Szenarien sind die Verwendung biologischer Agenzien bei terroristischen Anschlägen, die versehentliche Freisetzung durch Labor- oder Transportunfälle, der Ausbruch von Tierseuchen sowie das epidemische oder sogar pandemische Auftreten von menschlichen Infektionskrankheiten aufgrund von Hygieneproblemen oder anderen Mängeln in der Vorbeugung.
Biologische Gefahren sind mit einer Reihe von spezifischen Schwierigkeiten verbunden. Hierzu zählen unter anderem Probleme bei der Einschätzung der Eintrittswahrscheinlichkeit, die schwierige Wahrnehmbarkeit aufgrund der lautlosen und unsichtbaren Verbreitung biologischer Agenzien, ein erheblicher zeitlicher Abstand zwischen dem auslösenden Ereignis und dem Auftreten der Auswirkungen, sowie die räumliche und zeitliche Ausbreitung über nur schwer zu beeinflussende Wege wie land-, luft- und wassergebundene Personen- und Güterverkehrsströme, über Wasserkreisläufe und Nahrungsketten sowie über die Bewegung von Wildtieren. Weitere Charakteristika von biologischen Gefahrenlagen sind eine oft erhebliche Vermehrung der ursprünglich freigesetzten Erregermenge im Rahmen der Ausbreitung, eine große Variabilität der Gefahr in Abhängigkeit von der Dosis und den Infektionswegen sowie der Infektiosität, Virulenz, Pathogenität, Letalität und Tenazität von Erregern, dementsprechende Probleme bei der Vorhersagbarkeit des zeitlichen und räumlichen Verlaufs der Auswirkungen sowie ein großes Angst- und Panikpotential.
Historische Beispiele für biologische Gefahrenlagen sind unter anderem der Ausbruch des Marburg-Virus in der Stadt Marburg durch Laborunfälle im August 1967, die Terroranschläge von September bis November 2001 durch den Versand von Milzbrand-Erregern in den Vereinigten Staaten, die Ausbreitung der Vogelgrippe H5N1 in Deutschland 2006 sowie die weltweite Corona-Pandemie von 2020–2022. Sowohl die Vorbeugung als auch die Bekämpfung von biologischen Gefahrensituationen sind im Vergleich zu anderen Gefahren bei vergleichbarem Schadenspotential in der Regel mit deutlich höherem materiellen und personellen Aufwand verbunden. Dies umfasst unter anderem die Vorhaltung kostenintensiver Spezialtechnik zur Gefahrenerkennung und -beseitigung sowie zum Personenschutz, die spezielle Ausbildung von Fachpersonal sowie eine intensivmedizinische Betreuung betroffener Personen in spezialisierten Krankenhäusern beziehungsweise Sonderisolierstationen.